# 폴앙리 스파크
폴앙리 샤를 스파크(Paul-Henri Charles Spaak, 1899년 1월 25일 ~ 1972년 7월 31일)는 벨기에의 사회당 정치인이다. 그는 1932년 국회의원, 1935년 내각의 일원이 되었다. 그는 3회의 외무장관(1938~39, 1939~49, 1954~58)을 지내고, 3회의 총리직(1938~39, 1946, 1947~49)을 역임하였다. 국제적으로 그는 유엔 총회의 초대 의장(1946~47), 유럽 의회의 의장(1949~51), 유럽 석탄 철강 공동체의 회장(1961), 북대서양 조약 기구의 사무총장(1957)을 지냈으며, 브뤼셀을 동맹국의 본부들로 만드는 데 수단이 되었다.
제2차 세계 대전 이후 유럽의 통합과 협동에 스파크의 위임은 넓은 존경을 얻었다. 1961년 그는 대통령 자유 훈장과 함께 미국에 의하여 명예가 주어졌다.

## 어린 시절
스하에르베크에서 폴 스파크와 마리 얀손 사이에 태어났다. 그의 모친은 둘다 자유당 정치인이던 폴 얀손의 딸이자 폴에밀 얀손의 누이였으며 벨기에의 첫 여성 상원의원이었다.
제1차 세계 대전이 일어난 동안에 스파크는 육군에 받아들여지는 데 자신의 나이에 관하여 거짓말을 하였고, 2년간 독일군의 포로로 지냈다.
스파크는 마르게리트 말레브와 결혼하여 2명의 딸과 후에 외교관이 된 아들 페르낭을 두었다. 마르게리트 여사가 1964년 8월에 사망한 후, 그는 시몬 데아르와 결혼하였다. 1940년대 유엔과 함께 뉴욕에 있는 동안에 그는 또한 미국의 패션 디자이너 폴린 페어팩스 포터와 연애하기도 하였다.
그는 브뤼셀 자유 대학교에서 법률을 수학하였다.

## 정치 경력

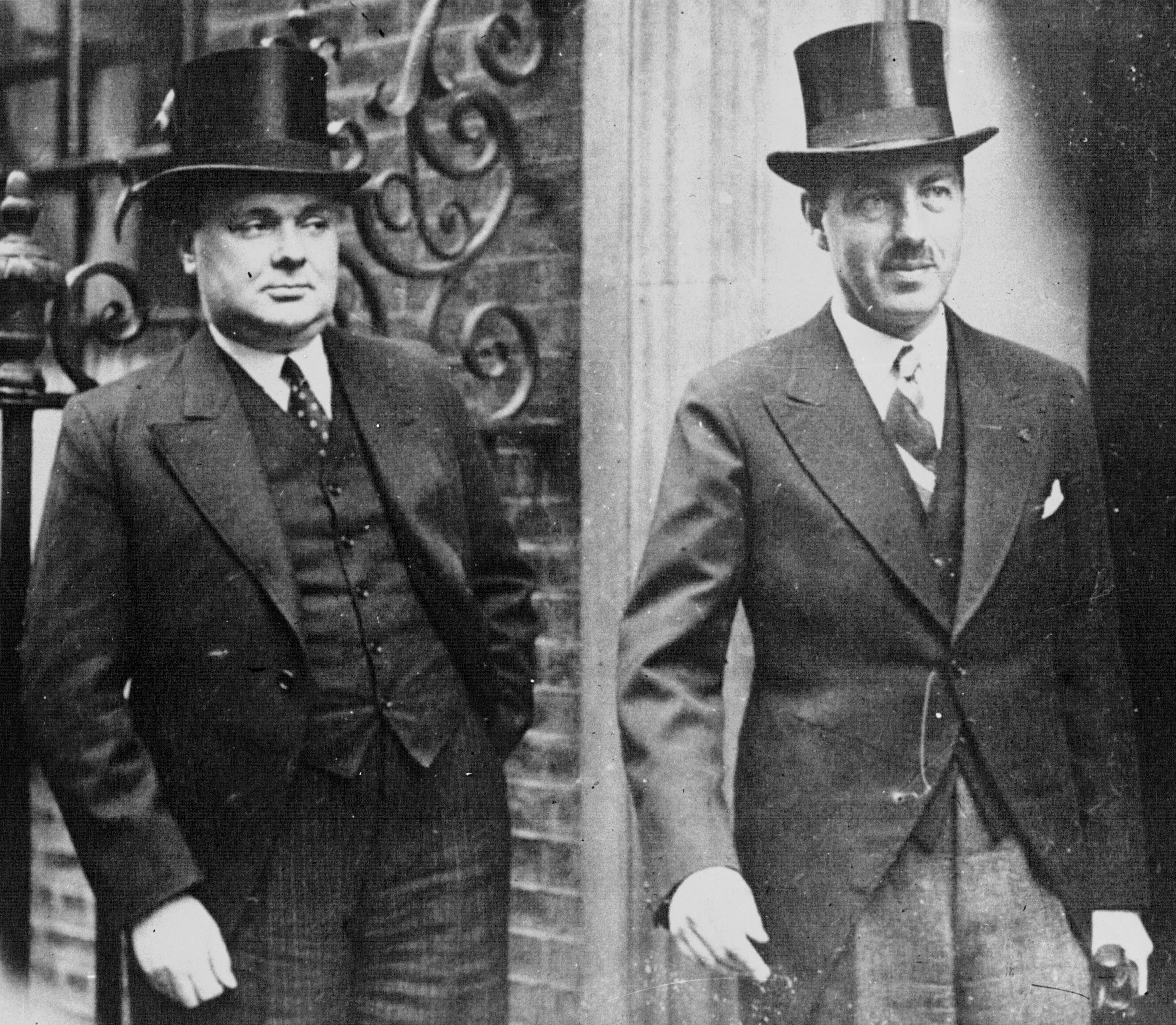
폴 판 제일란트 총리와 함께

1920년 스파크는 벨기에 노동당의 당원이 되어 1932년 부의장으로 선출되었다.
1935년 폴 판 제일란트 총리의 내각에 들어가 교통부 장관을 지냈다. 1936년 그는 외무장관이 되었으며, 처음에 판 제일란트 아래, 그러고나서 자신의 외삼촌 얀손 내각 아래에서 지냈다. 1938년 5월부터 1939년 2월까지 처음으로 총리를 역임하였다.
1939년 9월부터 1949년 8월까지 위베르 피에로, 아실 판 아커르와 카밀 하위스만스의 내각에서 다시 외무장관을 지냈다. 이 동안에 그는 2번째로 총리에 임명되었음은 물론 1946년 3월 13일부터 31일까지 벨기에 역사상 최단적 기간이었으며, 1947년 3월부터 1949년 8월까지 다시 역임하였다.
그는 1954년 4월부터 1958년 6월까지 판 아커르 내각에서, 1961년 4월부터 1966년 3월까지 테오 르베르브와 피에르 하르멀 내각에서 다시 외무장관을 지냈다.
스파크는 제2차 세계 대전이 일어나기 전에 중립을 위한 벨기에의 역사상 정책의 주창자였다. 1940년 5월 독일군이 벨기에를 점령한 동안에 그는 프랑스로 달아났고, 여름에 돌아오려고 노력하였으나 독일군에 의하여 방지되었다.

### 유엔
스파크는 1차 유엔 총회의 의장으로 선출되었을 때 국제적으로 두드러짐을 얻었다. 파리에서 열린 3차 유엔 총회에서 그는 소련의 사절단들에게 프랑스어로 "Messieurs, nous avons peur de vous"(귀하들, 우리는 당신들이 두렵습니다)란 유명한 말과 함께 돈호하였다.

### 유럽
스파크는 1944년 이후에 지방적 협동과 집합적 안정의 견고한 성원자가 되었다. 아직도 런던에서 망명 중에 그는 벨기에, 네덜란드, 룩셈부르크를 합친 공동체 베네룩스를 성립하는 것을 흥행하였다. 1946년 8월 그는 유럽 의회의 첫 자문 회의의 의장으로 선출되었다. 1952년부터 1953년까지 그는 유럽 석탄 철강 공동체의 총회 의장직을 역임하였다. 사실에서 1948년까지 그는 "하나의 세계"를 성원하는 데 열광적이었으나 냉전을 깨달으면서 유럽의 통합에 전념하였다.
그는 마셜 플랜과 세계 평화를 보호하는 북아메리카와 함께 공동 협력을 필요하는 데 강한 후원자였다.
1955년 메시나에서 열린 유럽 지도자들의 회의에서 공동적 유럽 시장의 창조에 준비한 협회(스파크 협회)의 의장으로 스파크를 임명하였다. 1956년 발더치스에서 공동 시장과 유라톰에 정부간 회의의 기초를 형성하고, 유럽 경제 공동체와 유럽 원자력 공동체를 설립한 1957년 3월 25일 로마 조약에 서명으로 이끌었다. 스파크는 장샤를 스누아 에 도퓌에르와 함께 벨기에를 위한 조약에 서명하였다. 유럽 경제 공동체를 형성한 그의 역할은 유럽 연합의 창립자들 중에 그를 놓았다.

### 북대서양 조약 기구
1956년 그는 사무총장으로서 이스메이 경을 대체하는 데 북대서양 조약 기구에 의하여 임명되었다. 그는 1957년부터 1961년 디르크 스티커르에 의하여 대체될 때까지 그 직을 역임하였다. 스파크는 또한 1966년 동맹국 본부의 새로운 소재지로서 브뤼셀의 선택에 수단이기도 하였다.

## 은퇴
1966년 스파크는 정계로부터 은퇴하였다.
그는 왕립 벨기에 아카데미의 프랑스어와 문학의 일원이었다. 1969년 그는 2권으로 된 저서 〈지속적인 전투〉를 발간하였다.
1972년 7월 31일 73세의 나이로 브뤼셀 근교의 브렌랄뢰에 있는 저택에서 사망하여 포리스트 묘지에 안장되었다.

## 유산
로베르 쉬망, 장 모네, 알치데 데 가스페리, 콘라트 아데나워와 함께 스파크는 제2차 세계 대전 이후의 새로운 유럽의 공간의 주요 설계자들 중의 하나로 넓게 인정되었다. 스파크의 유산은 그가 유엔과 유럽 연합을 포함한 기구들을 창조하는 데 도움을 준 창립에 남아있다. 그의 유산은 지속적으로 전쟁을 문제가 되지 않고 물질적으로 불가능하게 만드는 데 유럽에서 자신의 정치적 상속들에 영감을 주었다.
스파크는 구별과 함께 자신의 모국을 섬겼으나 넓은 세계 안에서 자신을 놓고 또한 자애를 섬기기도 하였다.

### 명예

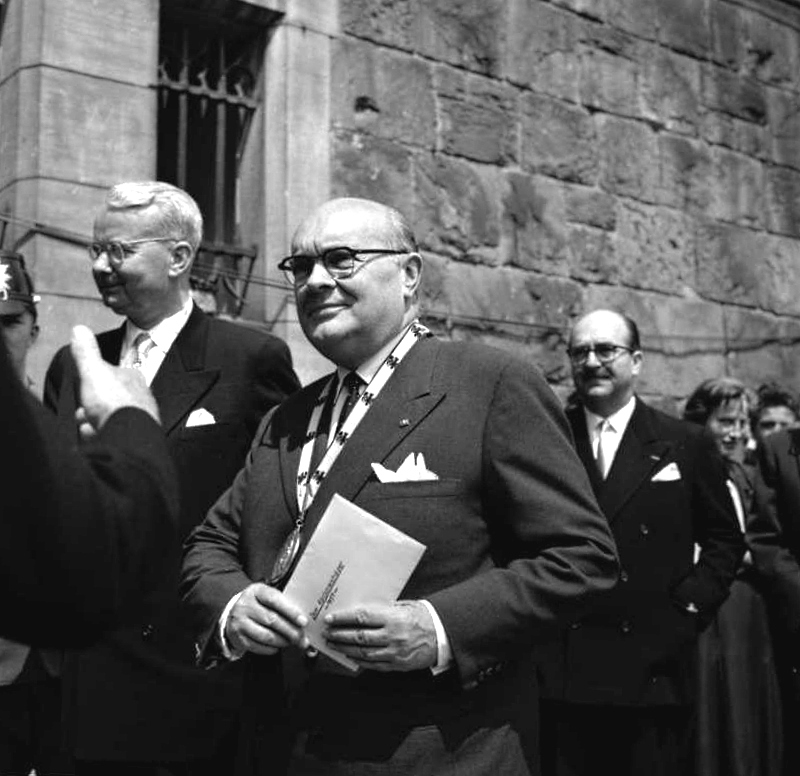
1957년 카롤루스 대제상을 수상한 스파크

1957년 스파크는 서독 아헨에서 유럽의 아이디어와 평화를 공헌한 사람들에게 주어진 카롤루스 대제상을 수상하였다.
1961년 그는 존 F. 케네디 대통령에 의하여 대통령 자유 훈장을 수상하였다.
1973년 폴앙리 스파크 재단은 유럽의 합동과 대서양 관계들의 분야에서 그의 업적을 영존시키는 데 창조되었다. 그의 개인적 문서들은 2003년 유럽 연합의 역사적 문서국에 공탁되었다.
1981년 하버드 대학교의 국제 정세를 위한 웨더헤드 연구소는 그의 명예에 이름이 주어졌다. 연구소는 또한 미국-유럽 관계에서 폴앙리 스파크 박사학위 취득 후의 연구 협회를 공하기도 한다. 플랑드르의 과학적 연구를 위한 기금은 폴앙리 스파크 철학 박사 학위 장학금을 마련한다.
2002년에 주조된 주화들 중에 하나에는 스파크가 나와있다.